# Matteo Campani

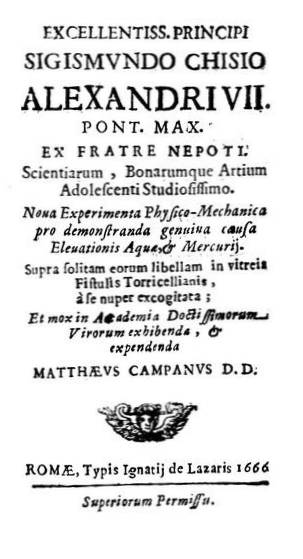
Noua experimenta physico-mechanica (1666)

Matteo Campani, noto anche come Matteo Campani degli Alimeni (Castel San Felice, 1620 – Roma, dopo il 1678), è stato un presbitero, inventore, ottico e costruttore di orologi italiano.

## Biografia
Di origine contadina, nato in una piccola località nei pressi di Spoleto (a quell'epoca appartenente allo Stato Pontificio), fu sacerdote e parroco a San Tommaso in Parione a Roma. Accolse nella canonica i due fratelli,  Pier Tommaso, orologiaio di professione, e il più giovane Giuseppe. Versato lui stesso nelle arti meccaniche, fu egli stesso orologiaio, scrisse un trattato sull'orologeria, e con i fratelli costruì fra l'altro degli orologi silenzioso, i cosiddetti "pendoli muti", uno dei quali fu presentato al papa Alessandro VII. 
Fu anche ottico e probabilmente collaborò con Giuseppe nella costruzione di lenti e dei famosi telescopi ottici di grande lunghezza focale utilizzati fra gli altri da Cassini all'Osservatorio Reale di Parigi. Al solo Matteo viene attribuita anche l'invenzione, attorno al 1678, della lanterna magica.

## Opere

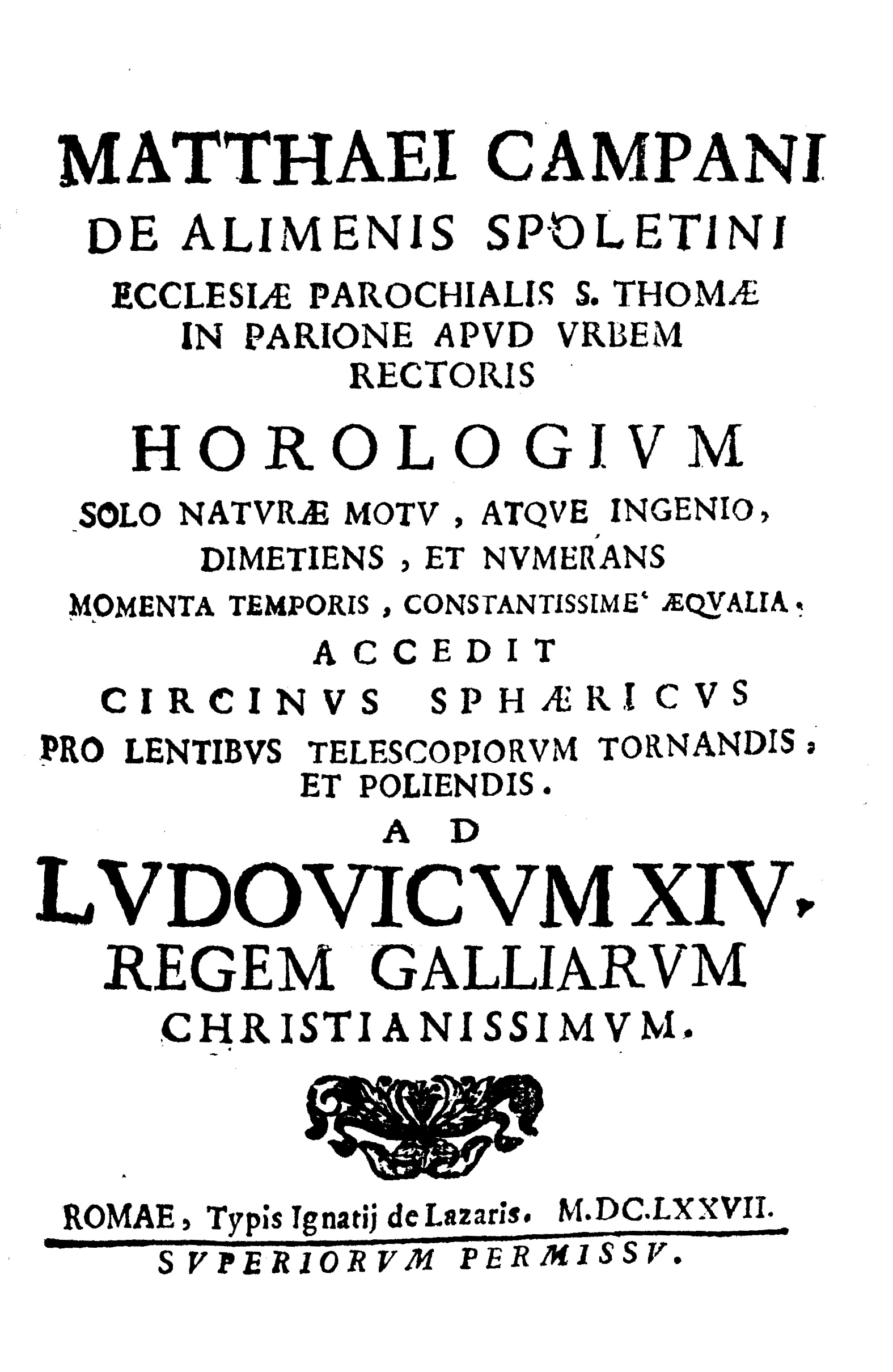
Horologium solo naturae motu, atque ingenio, dimetiens, et numerans momenta temporis, constantissime aequali, 1677

- (LA) Nova experimenta physico-mechanica pro demonstranda genuina causa elevationis aquae et mercurii, Roma, Ignazio Lazzari, 1666.
- (LA) Horologium solo naturae motu, atque ingenio, dimetiens, et numerans momenta temporis, constantissime aequalia, Roma, Ignazio Lazzari, 1677.
- Proposizione d'orioli giustissimi tantoche il loro misuratore necessariamente debba muouersi con periodi eguali, & vniformi sotto qualunque intemperie d'aria, & anche data ne i medesimi orioli inegual potenza motrice. Inuenzione vtile a nauiganti per prender le longitudini, come anche a geografi, & agli astronomi. Dedicata alla sacra maesta del re christianissimo Luigi XIV dall'inuentore Matteo Campani de gli Alimeni  spoletino, In Roma, per Ignatio de' Lazari, 1673.